# Údolí potoka u Dolské myslivny
Údolí potoka u Dolské myslivny je přírodní památka poblíž obce Vyklantice v okrese Pelhřimov v nadmořské výšce 575–605 metrů. Oblast spravuje Krajský úřad Kraje Vysočina.
Důvodem ochrany je soubor lučních ekosystémů zahrnujících početnou skupinu zvláště chráněných druhů. Velice pozoruhodná je však i olšina na hraně louky, ve které byly nalezeny některé velmi vzácné druhy hub zahrnuté v Červeném seznamu hub (makromycetů) České republiky, např. muchomůrka olšinná (Amanita friabilis), ryzec lilákový (Lactarius lilacinus) a řada kržatek z rodu Alnicola. V trávnících byly nalezeny vzácné druhy hub jako pýchavka ocasatá (Lycoperdon caudatum) a voskovka ovčí (Hygrocybe ovina).

Nařízením Kraje Vysočina č. 11/2013 ze dne 22. října 2013 byl snížen stupeň ochrany na přírodní památku a důvodem ochrany je údolí Kateřinského potoka, doprovázeného olšinou a lukami s mozaikou pramenišť a rašelinišť, zahrnující početnou skupinu zvláště chráněných druhů. Předchozí vyhlašovací dokumentace však tímto nařízením zrušena nebyla.